# ICC World Cup Qualifier
O ICC Trophy é o terceiro torneio de críquete de maior importância de nível mundial, sendo o maior vencedor é o Zimbábue.

## Campeões
| Ano  | Sede          | Campeão                | Fonte(s) |
| ---- | ------------- | ---------------------- | -------- |
| 1979 | Inglaterra    | Sri Lanka              | [ 1 ]    |
| 1982 | Inglaterra    | Zimbabwe               | [ 2 ]    |
| 1986 | Inglaterra    | Zimbabwe               | [ 3 ]    |
| 1990 | Países Baixos | Zimbabwe               |          |
| 1994 | Quénia        | Emirados Árabes Unidos |          |
| 1997 | Malásia       | Bangladesh             |          |
| 2001 | Canadá        | Países Baixos          |          |
| 2005 | Irlanda       | Escócia                |          |
| 2009 | África do Sul | Irlanda                |          |
| 2014 | Nova Zelândia | Escócia                |          |
| 2018 | Zimbabwe      | Afeganistão            |          |